# 345 f.Kr.

## Händelser

### Efter plats

#### Grekland
- Med stöd av Thebe och Thessalien tar Makedonien över Fokis röster i det amfiktyoniska förbundet, en grekisk religiös organisation bildad för att upprätthålla de tempel, som är byggda till Apollons och Demeters ära. Trots visst motstånd från de atenska ledarna accepterar Aten slutligen Filip II:s upptagande i förbundsrådet. Den atenske statsmannen Demosthenes finns bland dem som rekommenderar denna lösning i sitt verk Om freden.

## Avlidna
- Nicochares, atensk poet inom gammal komedi.